# جر (دشتیاری)
جر، روستایی در دهستان سند میرثوبان بخش مرکزی شهرستان دشتیاری در استان سیستان و بلوچستان ایران است.

## ویژگی‌ها
این روستا در جنوب شرقی ایران و جنوب شرق شهرستان دشتیاری قرار دارد. شغل مردمان روستای جُر عمدتاً کشاورزی است. روستای جر با توجه به موقعیت جغرافیایی‌اش و قرار گرفتن در کنار رودخانه باهوکلات یکی از مهم ترین زیستگاه‌های جانوران آبزی از جمله تمساح پوزه کوتاه (گانڈُو) می‌باشد.

## جمعیت
بر پایه سرشماری عمومی نفوس و مسکن در سال ۱۳۹۵، جمعیت این روستا برابر با ۳۹۰ نفر (۹۶ خانوار) بوده‌است.